# Bosnormand
Bosnormand era una comuna francesa situada en el departamento de Eure, de la región de Normandía, que el uno de enero de 2017 pasó a ser una comuna delegada de la comuna nueva de Bosroumois al fusionarse con la comuna de Le Bosc-Roger-en-Roumois

## Demografía
| Gráfica de evolución demográfica de Bosnormand entre 1800 y 2014 |
|                                                                  |

Los datos demográficos contemplados en este gráfico de la comuna de Bosnormand se han cogido de 1800 a 1999 de la página francesa EHESS/Cassini, y los demás datos de la página del INSEE.